# Barney Smith
Lloyd Barnaby „Barney“ Smith, CMG (* 21. Juli 1945) ist ein ehemaliger britischer Diplomat und Wirtschaftsmanager.

## Leben
Lloyd Barnaby „Barney“ Smith absolvierte nach dem Besuch der 1561 gegründeten Merchant Taylors’ School ein Studium am Brasenose College der University of Oxford. Er trat am 17. Januar 1972 in diplomatischen Dienst (HM Diplomatic Service) ein und fand in der Folgezeit zahlreiche Verwendungen an Auslandsvertretungen sowie im Außenministerium (Foreign and Commonwealth Office). Er war zwischen 1986 und 1987 Botschaftsrat für Presse- und Öffentlichkeitsarbeit der britischen Delegation bei der Europäischen Gemeinschaften (EG) sowie im Anschluss von 1987 bis 1990 Botschaftsrat an der Botschaft in Thailand. Im Außenministerium fungierte er zwischen 1993 und 1995 als Leiter des Referats Südasien (Head of South Asia Department, Foreign and Commonwealth Office).
1995 löste Smith Timothy George als Botschafter in Nepal ab und bekleidete dieses Amt bis 1999, woraufhin Ronald Peter Nash seine dortige Nachfolge antrat. Zuletzt wurde er 2000 Nachfolger von James Hodge als Botschafter in Thailand und bekleidete dieses Amt bis 2003, woraufhin David Fall seine Nachfolge antrat. Zugleich war er zwischen 2000 und 2003 in Personalunion als nicht-residierender Botschafter in Laos akkreditiert. Für seine Verdienste wurde er am 15. Juni 2002 Companion des Order of St Michael and St George (CMG).
Nach seinem Ausscheiden aus dem diplomatischen Dienst übernahm Barney Smith Funktionen in der Privatwirtschaft und war unter anderem zwischen 2005 und 2016 Herausgeber von Asian Afairs, der Zeitschrift der Royal Society for Asian Affairs. Er war zwischen 2006 und 2014 Mitglied sowie zuletzt von 2011 bis 2014 Vorsitzender des Aufsichtsrates des Erdöl- und Erdgaswirtschaftsunternehmens Coastal Energy, das heute zur Compañía Española de Petróleos (Cepsa) gehört. Seit 2011 ist er zudem Direktor des Energieunternehmens Greenbarrel.